# 埃克塞讷韦
埃克塞讷韦（法語：Excenevex，法語發音：[ɛksɛnvɛ]）是法国上萨瓦省的一个市镇，属于托农莱班区。

## 地理
埃克塞讷韦（46°21'13"N, 6°21'14"E）面积6.66 平方千米，位于法国奥弗涅-罗讷-阿尔卑斯大区上萨瓦省，该省份为法国东部省份，历史上为薩伏依的一部分，北与瑞士接壤，西接安省，南至萨瓦省，东与瑞士和意大利接壤。
与埃克塞讷韦接壤的市镇（或旧市镇、城区）包括：马松日、锡耶、伊瓦尔。

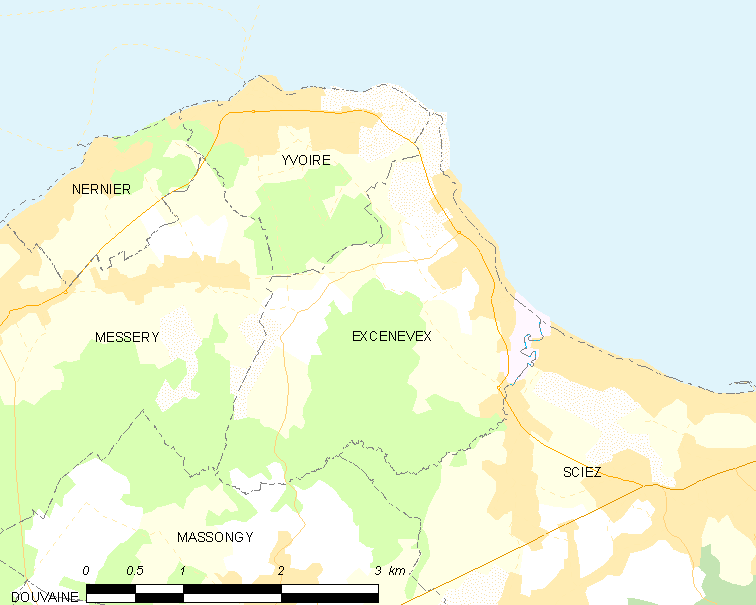
埃克塞讷韦的OSM定位图

埃克塞讷韦的时区为UTC+01:00、UTC+02:00（夏令时）。

## 行政
埃克塞讷韦的邮政编码为74140，INSEE市镇编码为74121。

## 政治
埃克塞讷韦所属的省级选区为锡耶县。

## 人口

1962-2008年间埃克塞讷韦人口变化图示

埃克塞讷韦于2022年1月1日时的人口数量为1326人。